# Норонья, Дэвид
Дэ́вид Норо́нья (исп. David Noroña; 14 декабря 1972, Хайалиа, Флорида, США) — американский актёр, сценарист и режиссёр.

## Биография
Дэвид Норонья родился в Хайалии, штат Флорида, в семье кубинцев Хорхе Норонья и Эдит Иглесиас. Он начал свою актёрскую карьеру в средней школе Coral Gables с ролями в «Звуках музыки» и «Фантастикс». Получив степень бакалавра изобразительных искусств с отличием в Университете Карнеги — Меллона, он отправился в Нью-Йорк, где состоялся её бродвейский дебют в «Любовь! Доблесть! Сострадание!».
Он сыграл в фильмах, в том числе в короткометражках «Мэгги Мур» и «Соледад», и появился во многих телесериалах, в том числе в шоу «Клиент всегда мёртв» и «Помадные джунгли».
Норонья женат на Лизе Мари Эрвин. У них четверо детей: три сына Зион, Найт и Айзайя, и дочь Талита.

## Избранная фильмография
| Год       |    | Русское название    | Оригинальное название | Роль                       |
| --------- | -- | ------------------- | --------------------- | -------------------------- |
| 1993      | ф  | Бесплатные деньги   | Money for Nothing     | Билетный кассир US Airways |
| 1996      | тф | Миссис Санта-Клаус  | Mrs. Santa Claus      | Марчелло Дамароко          |
| 1998      | с  | Полиция Нью-Йорка   | NYPD Blue             | Гейб                       |
| 2000      | с  | Скорая помощь       | ER                    | Специалист МРТ             |
| 2000      | с  | Лучшие              | Popular               | Медбрат Дэн Мерфи          |
| 2001      | с  | Фрейзер             | Frasier               | Лэнс                       |
| 2001      | с  | Это мой Буш!        | That's My Bush!       | Рамон                      |
| 2001—2002 | с  | Клиент всегда мёртв | Six Feet Under        | Гэри Дитман                |